# Шарль-Франсуа де Брольї
Шарль-Франсуа де Брольї (де Бройль, маркіз де Рюффек; 19 серпня 1719 — 16 серпня 1781 р.) — дипломат, шеф Таємної служби Людовика XV.
Син французького маршала Франсуа Марі де Брольї, брата Віктора Франсуа, маршала Франції. Кілька разів перебував у Польщі в якості французького посла. Воював у семирічній війні, потім був поставлений Людовиком XV на чолі секретної дипломатії («таємниця короля»), намагався спрямувати французьку політику проти Російської імперії.